# Rio Tijucas

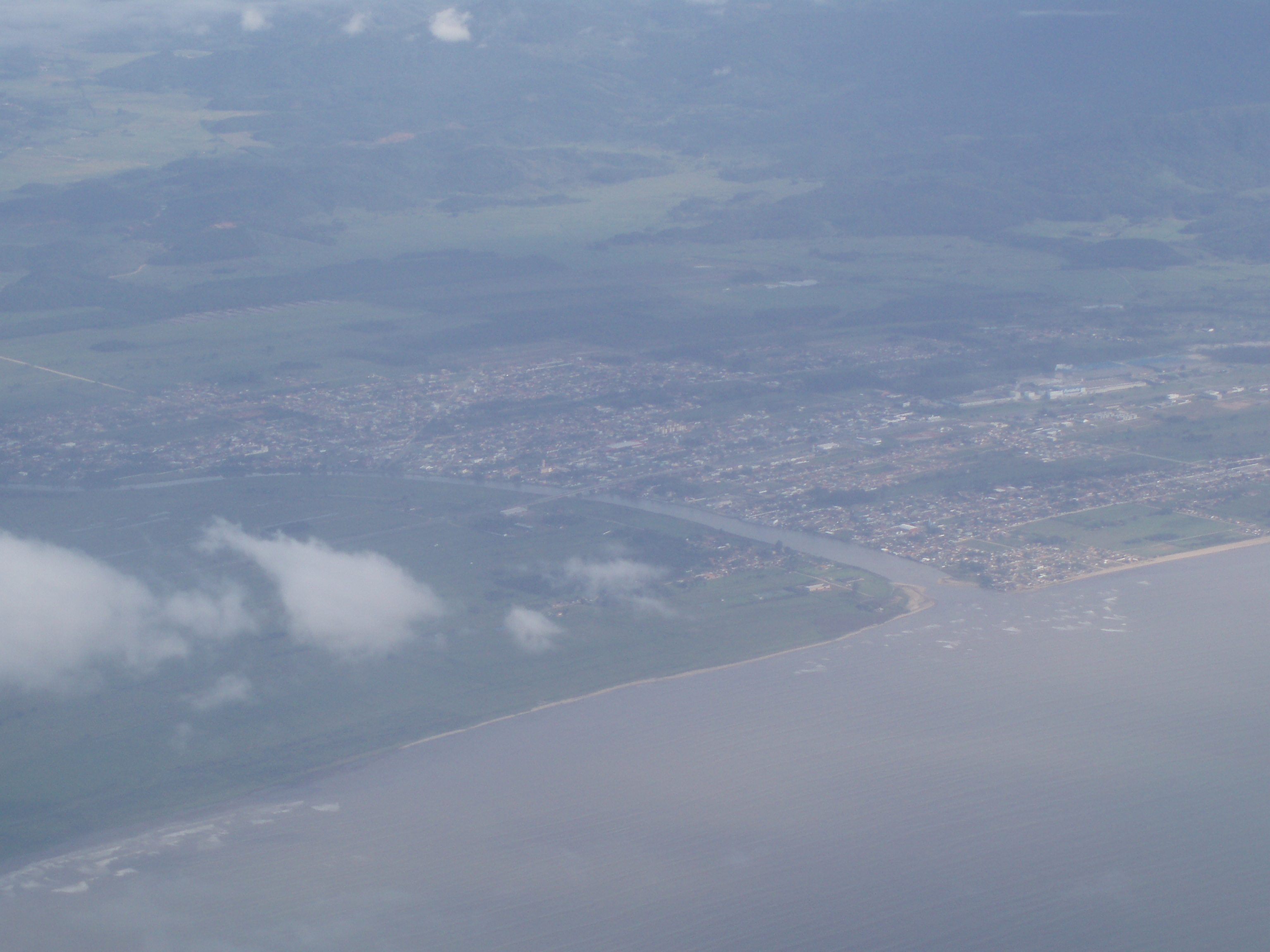
Vue du ciel de l'embouchure du rio Tijucas et du centre ville de la municipalité homonyme.

Le rio Tijucas est un fleuve brésilien de l'État de Santa Catarina.

## Généralités
Le rio Tijucas (Tiyuco en langue indienne) naît dans la serra da Boa Vista à une altitude proche de 1 000 m, sur le territoire de la municipalité de Rancho Queimado. Après avoir traversé les municipalités d'Angelina (où il reçoit le rio do Engano), de Major Gercino, de São João Batista (où il reçoit les eaux du rio do Braço) et de Canelinha, il arrive à la ville de Tijucas où il finit par se jeter dans l'océan Atlantique, à une cinquantaine de kilomètres au nord de Florianópolis.
Son cours est utilisé pour la pratique du rafting, notamment au niveau de la municipalité d'Angelina. Le rio Tijucas y traverse une sorte de canyon particulièrement recherché pour la pratique de ce sport.

## Histoire
Le premier européen à visiter l'embouchure du rio Tijucas serait le navigateur italien Sébastien Cabot, en 1530. En 1788, des militaires portugais vérifient la navigabilité de son cours. À la suite de ce relevé, il est nommé ribeirão do Alferes et est utilisé pour atteindre la ville de Nova Trento. En 1847, un relevé précis de son cours est effectué, de son embouchure jusqu'à la localité de São João Batista, par le militaire João de Souza Melo e Alvim.